# Kiczora (nad Porąbką)
Kiczora, Kiczera (827 m) – szczyt w Beskidzie Małym. Znajduje się w Grupie Kocierza, w grzbiecie, który poprzez Żar (761 m) opada do Jeziora Międzybrodzkiego. Południowe stoki tego grzbietu opadają do doliny potoku Isepnica, południowo-wschodnie do Przełęczy Isepnickiej (698 m) oddzielającej Kiczerę od Cisownika. W kierunku północno-wschodnim tworzy grzbiet opadający do doliny Wielkiej Puszczy. Grzbiet ten w połowie rozgałęzia się na dwa grzbiety ze szczytami Janoszka i Gawranica. Przez szczyt Kiczory biegnie granica między Porąbką w powiecie bielskim i Międzywodziem Żywieckim w powiecie żywieckim (obydwie miejscowości w województwie śląskim).
Szczyt Kiczory jest porośnięty lasem, ale stoki poniżej szczytu są bezleśne. Dawniej były to hale pasterskie i łąki. Obecnie z powodu nieopłacalności ekonomicznej nie są już użytkowane rolniczo i stopniowo zarastają lasem, nadal jednak rozciągają się stąd rozlegle panoramy widokowe. Z polany na północnej stronie szczytu rozciąga się panorama widokowa obejmująca dolinę Wielkiej Puszczy, wznoszący się nad nią grzbiet Bukowskiego Gronia, Złotej Góry, Przełęcz Targanicką i Wielką Bukową. Ponad nimi i po prawej stronie widoczne są: Jawornica, Łamana Skała, Potrójna, Leskowiec. Z tyłu widok na Pogórze Śląskie z miastami Kęty i Andrychów. Jeszcze bardziej rozległy jest widok z polany na zachodnich stokach. Na pierwszym planie widoczny jest wielki zbiornik wodny szczytowo-pompowej elektrowni Porąbka-Żar, za nim wznoszące się po zachodniej stronie Soły szczyty Beskidu Małego, po ich lewej stronie Beskid Śląski i Beskid Żywiecki, a w dole Jezioro Żywieckie, Jezioro Czanieckie i Kęty.
Przez Kiczorę prowadzi czerwony szlak turystyczny. Omija on sam szczyt, trawersując go nieco poniżej po południowej stronie. Stokami południowymi prowadzi szlak zielony (w większości asfaltową szosą). Na szczycie Kiczery i na grzbiecie łączącym ją z Żarem znajdują się duże betonowe słupki pomiarowe elektrowni Żar-Porąbka. Tuż po północnej stronie szczytu, na polanie opadającej do doliny Wielkiej Puszczy wykonano miejsce biwakowe z grillem.
Szlaki turystyczne
 Mały Szlak Beskidzki na odcinku: Zapora Porąbka – Żar – Kiczora – Przełęcz Isepnicka – Cisownik – Cisowe Grapy – Szeroka Przełęcz (Przysłop Cisowy) – Wielka Góra (Kocierz) – Przełęcz Szeroka – Beskid – Błasiakówka – Przełęcz Kocierska. Czas przejścia: 4:05 h, ↓ 3:30 h
 Międzybrodzie Żywieckie – Kiczora – zbiornik elektrowni Porąbka- Żar. Czas przejścia: 1:55 h, ↓ 1:25 h